# Montrose (Virginie)
Montrose est une census-designated place située dans le comté de Henrico, dans l’État de Virginie, aux États-Unis. Lors du recensement de 2020, elle comptait 7 909 habitants.